# 阿爾瓦諾伊

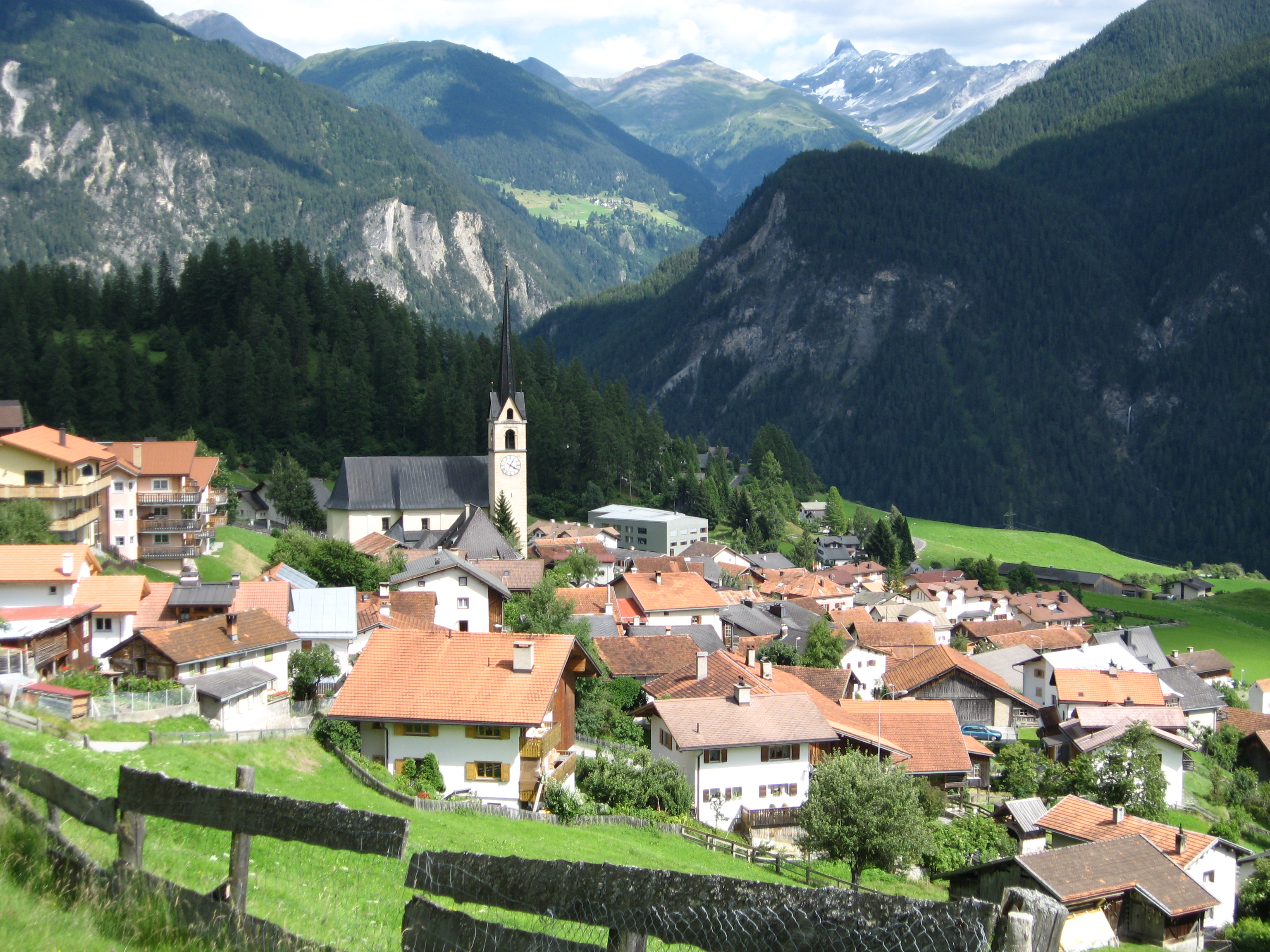

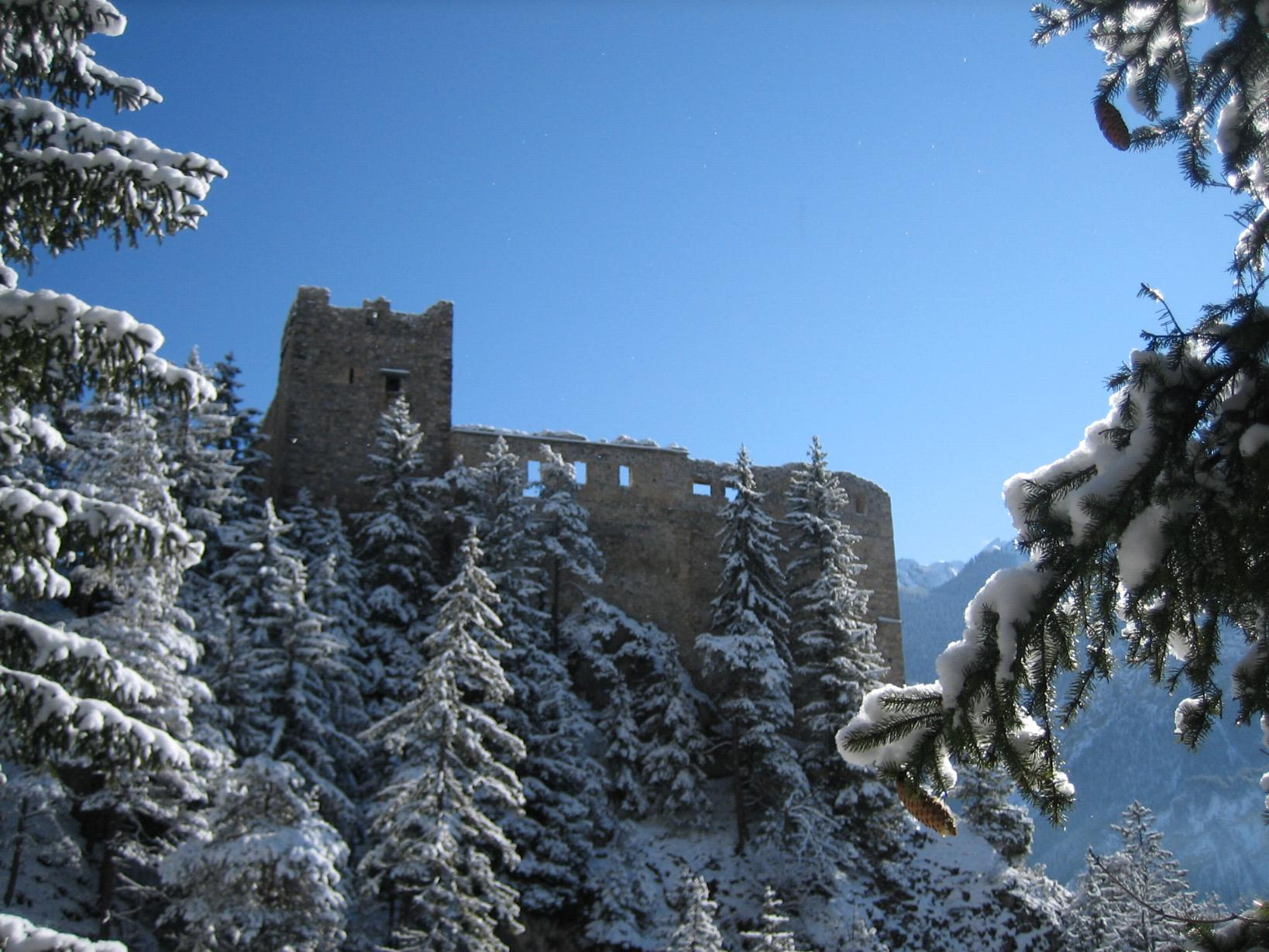

阿爾瓦諾伊是瑞士的城鎮，位於該國東部，由格勞賓登州負責管轄，面積35.63平方公里，海拔高度1,181米，2011年人口404，人口密度每平方公里11人。

## 外部連結
- Gemeinde Alvaneu—official site of the municipality （德文）
- Bad Alvaneu—thermal baths （德文）